# Kustpilen

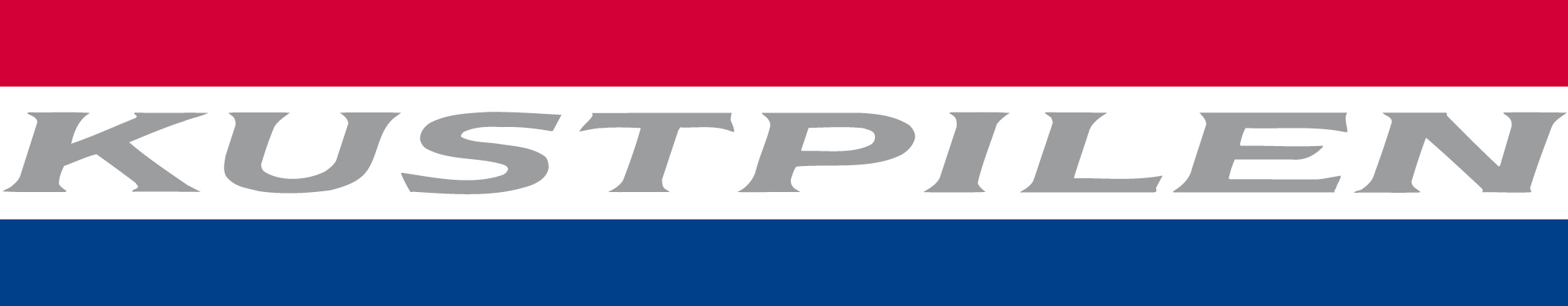
Logo

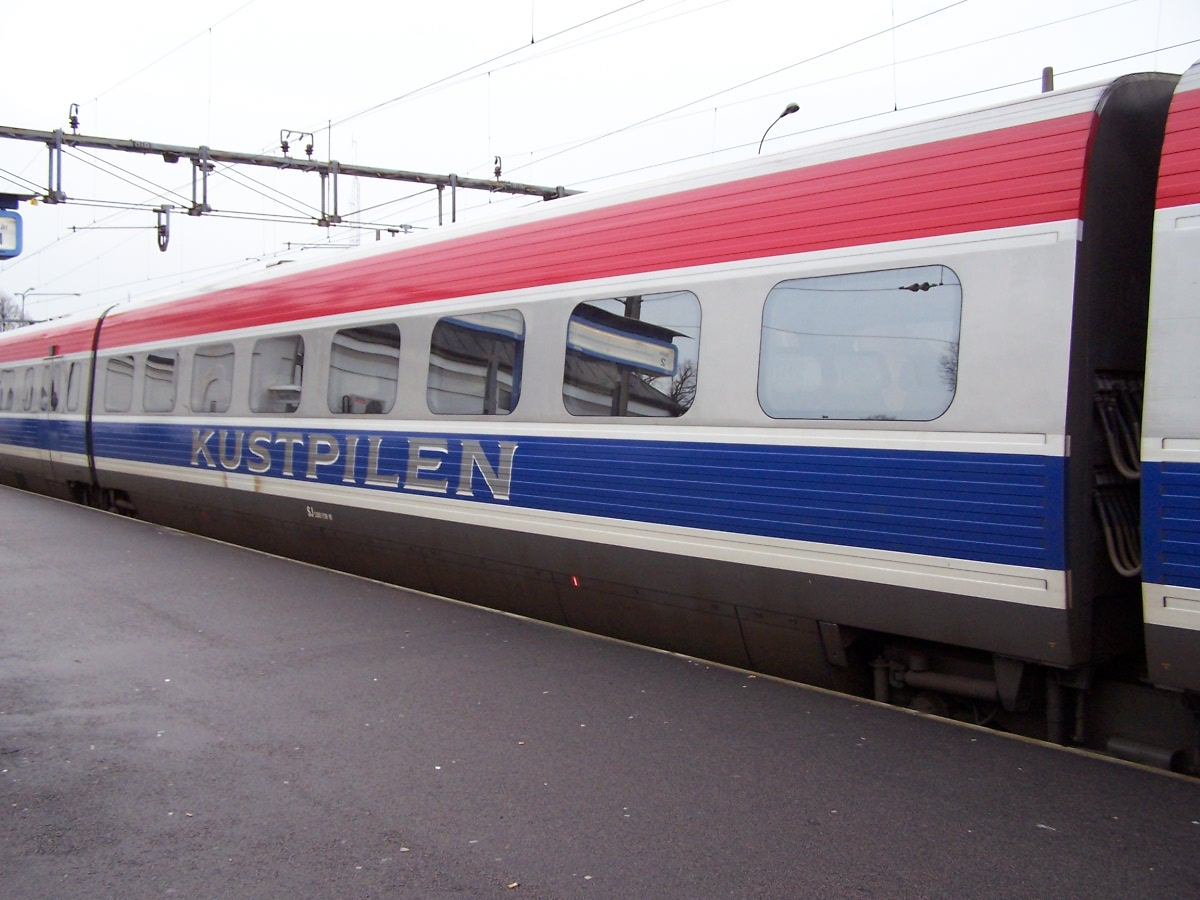
Y2-Mittelwagen des Kustpilen

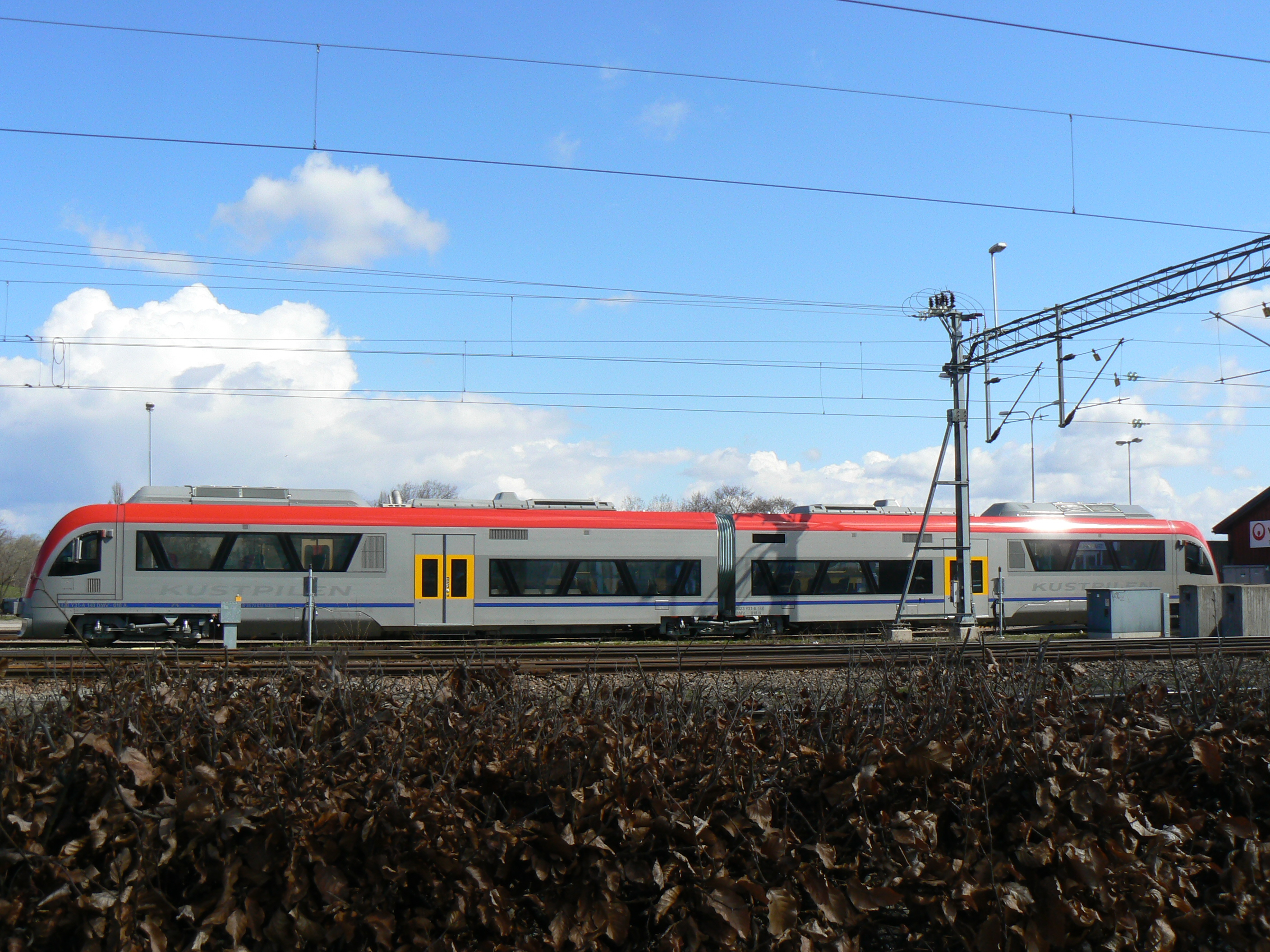
Y31 als Kustpilen in Linköping C (April 2010)

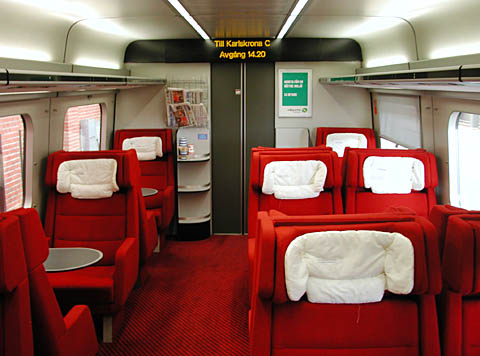
Inneneinrichtung der 1. Klasse im Kustpilen Y2

Kustpilen (Der Küstenpfeil) war ein schwedisches Verkehrskonzept sowie der Name eines Zuges der Kalmar Läns Trafik zwischen Linköping und Kalmar/Västervik. Der Name wurde erstmals für den Verkehr auf der Blekinge Kustbana zwischen Karlskrona und Malmö verwendet und kennzeichnete ursprünglich den eingesetzten Dieseltriebwagenzug Y2.

## Geschichte

### Skåne–Blekinge
Die Züge wurden erstmals im Januar 1992 auf der Strecke zwischen Karlskrona und Malmö eingesetzt. Die Blekinge Kustbana litt unter rückläufigen Passagierzahlen und war von der Schließung bedroht. Nach der Einführung der Triebwagenverbindung stiegen die Zahlen wieder deutlich. Die Triebwagen wurden von ABB Scandia (später Bombardier) in Dänemark gebaut und unter der Baureihenbezeichnung Y2 in Dienst gestellt. Dabei wurde auf die Erfahrungen der Bauart IC3 zurückgegriffen, die die Dänischen Staatsbahnen (DSB) als MF bereits im Einsatz hatten. Der Triebwagenzug hat eine Höchstgeschwindigkeit von 180 km/h.
Ab Mitte der 1990er Jahre bis 2004 bediente der Kustpilen die Strecke Hässleholm–Helsingborg und vor der Eröffnung der Öresundbrücke fuhr der Zug über die Fähre von Helsingör nach Kopenhagen. Nach der Eröffnung der Brückenverbindung änderte sich der Laufweg des Kustpilen, er bediente über die Brücke die Relation Karlskrona–Malmö–Kopenhagen.
Am 12. Juni 2005 wurde die Blekinge Kustbana für den Personenverkehr geschlossen, um die Elektrifizierung der Strecke zu ermöglichen. Dadurch wurden einige der Triebwagen überflüssig, die Züge wurden an die DSB und nach Israel verkauft sowie an Östgötatrafiken abgegeben. In Skåne und Blekinge wurde der Kustpilen am 15. Juni 2004 durch den Öresundståg ersetzt.
Am 12. Dezember 2021 wurde der Kustpilen Teil von Krösatågen. Damit verschwand der Begriff Kustpilen nach dreißig Jahren.

### Linköping–Kalmar/Västervik
Östgötatrafiken und Kalmar Läns Trafik erstellten mit den Triebwagen ein neues Verkehrskonzept auf der Stångådalsbanan. Dieses wurde wiederum Kustpilen genannt und verband ab 1996 Linköping und Kalmar. Einige Verbindungen führten über Nyköping nach Stockholm. Für Fahrten, die nicht vom Y2 durchgeführt wurden, wurde der Y1 eingesetzt, der auch die Tjustbanan bedient. Der Y1 wird für den Kustpilen nur noch als Reservefahrzeug verwendet.
Der Verkehr nach Västervik wird ebenso unter dem Namen Kustpilen durchgeführt. Dort werden seit 2010 neue Triebwagen der Baureihe Bombardier Itino Y31 mit der Farbgestaltung des Kustpilen eingesetzt. Seit 15. Juni 2008 fährt der Kustpilen unter der Regie von Veolia Transport zwischen Östergötlands län und Kalmar län. Kalmar Läns Trafik trägt die Hauptverantwortung für den Verkehr, Östgötatrafiken kommt für die Betriebskosten in Östergötland auf.
Für den Reisezugverkehr stehen sechs Y2 und vier Y31 zur Verfügung.

## Liste der vorhandenen Y2- und Y31-Züge
Die eingesetzten Züge haben alle einen Namen:
- Y2 1379 – Folke Filbyter
- Y2 1380 – Kisa Mor
- Y2 1381 – Carl Boberg
- Y2 1382 – Nils Dacke
- Y2 1383 – Anna Bielke
- Y2 1384 – Herulen[3]

- Y31 1423 – Tage Danielsson
- Y31 1424 – Traska
- Y31 1425 – Garpe
- Y31 1426 – Kung Märta[4]